# Gaspedaal

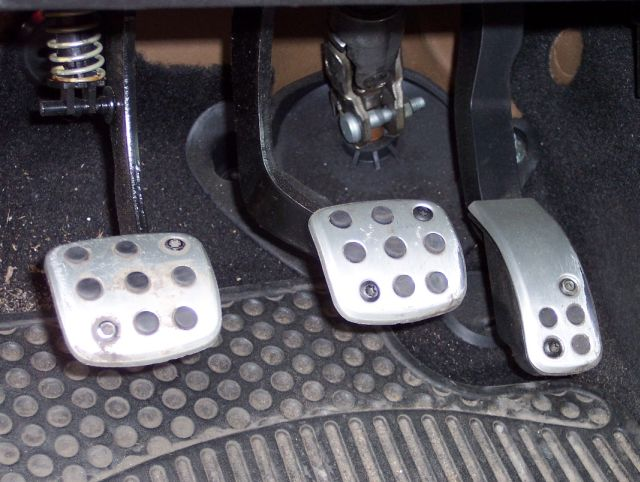
Het rechterpedaal is het gaspedaal

Het gaspedaal is een pedaal dat in motorvoertuigen gebruikt wordt om het vermogen van de motor te regelen, door het verhogen of juist beperken van de toevoer van het brandstof/luchtmengsel. Hierdoor kan de snelheid van het voertuig verhoogd of verlaagd worden.
Traditioneel is het gaspedaal met een bowdenkabel verbonden met de gasklep van een carburateur of het gasklephuis van een injectiemotor. De meeste moderne voertuigen zijn voorzien van een drive-by-wire systeem, waar deze kabel vervangen is door een elektronisch systeem. Dit maakt het mogelijk dat de auto-elektronica het motorgedrag aanstuurt en daarmee geavanceerde controletechnieken als adaptive cruise control, tractiecontrole en electronic stability control mogelijk maakt.

## Tegenwerkend gaspedaal
Het nieuwste op het gebied van gaspedalen is het pedaal dat zich verzet (een 'haptisch' gaspedaal genoemd) wanneer men de maximumsnelheid wil overschrijden. Te hard rijden is dan nog wel mogelijk, maar het pedaal geeft een tegendruk. Informatie over de maximumsnelheid van de weg waarop men rijdt is hiervoor nodig. Dergelijke toepassingen zijn in ontwikkeling als onderdeel van een snelheidsbegrenzer (intelligente snelheidsadaptatie).
Een haptisch gaspedaal kan ook dienstdoen bij experimentele geavanceerde cruise control-systemen, wanneer de bestuurder te dicht zijn voorligger nadert en remmen eigenlijk gewenst is.